# النبک
شهر النبک (به عربی: النبک) در ریف دمشق در کشور سوریه واقع شده‌است. جمعیت این شهر ۵۰٫۹۲۳ نفر است.